# محمد الربيعي
محمد الربيعي (عربی: محمد الربيعي؛ زادهٔ ۱۴ اوت ۱۹۹۷) بازیکن فوتبال اهل عربستان سعودی است.که در باشگاه فوتبال الهلال عربستان سعودی در پست دروازه‌بان بازی می کند.
وی همچنین در تیم ملی فوتبال عربستان سعودی بازی کرده‌است.